# Betty Boop
Betty Boop egy amerikai rajzfilmfigura.

## Története

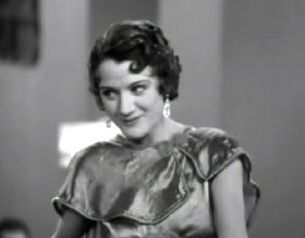
Margie Hines

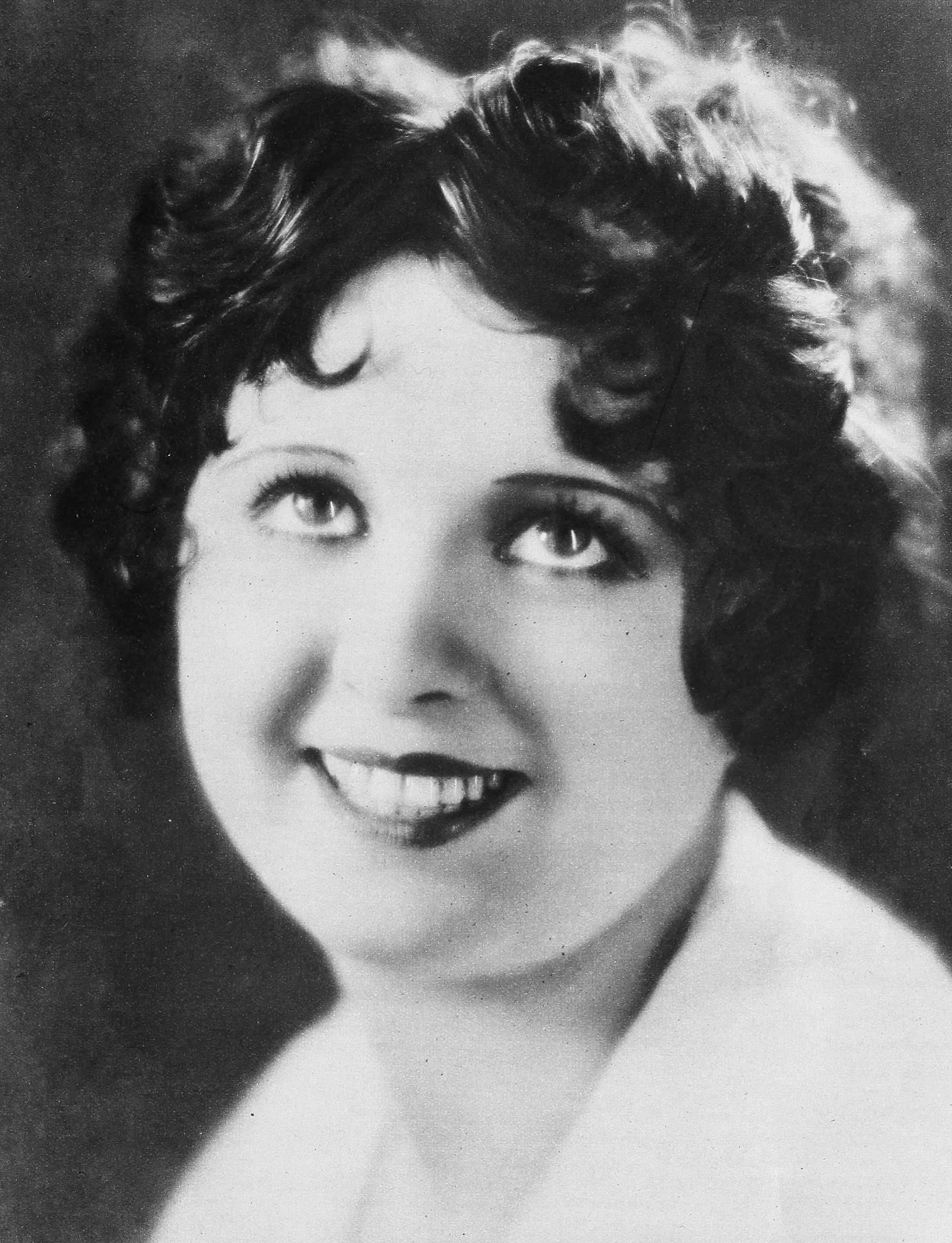
Helen Kane

Betty Boop először Max Fleischer Paramount által kiadott Talkartoon című sorozatában tűnt fel. A karaktert egy népszerű előadói stílus ihlette. Az eredeti nyers karakter 1930. augusztus 9-én debütált a Dizzy Dishes (Szédülős edények) című rajzfilmben. Grim Natwick, az animátor először uszkárként ábrázolta. Bár akkor még eltért a ma ismert karaktertől, de  fő tulajdonságai már megvoltak.  
Két évbe került, míg átváltozott az igazi Bettyvé. A lógó fülekből karika fülbevalók lettek, a cipőgombszerű orrból pisze emberi nózi, a pudliszőr pedig bubifrizurává alakult. Először két harisnyakötőt viselt, ami aztán egyre lejjebb csúszott a bal lábon. A figurát Helen Kane alakjáról mintázták, a hangját Margie Hines (1930-1932, 1938-1939), Little Ann Little (1931-1933, 1938), Harriet Lee (1931), Mae Questel (1931–1938, 1988), Bonnie Poe (1933-1934, 1938) adta. 